# John Gray (psicólogo)
Para el filósofo véase John N. Gray; para otros usos véase John Gray (desambiguación)
John Gray nació en Houston, Texas, en 1951) es un autor estadounidense de las relaciones y el crecimiento personal, más conocido por su libro de 1992 "Los hombres son de Marte, las mujeres son de Venus", y otros libros de "psicología pop" que ofrecen asesoramiento. Estuvo casado con su compañera y ayudante, la autora Barbara De Angelis, pero se divorció en 1984. Actualmente, estuvo casado con Bonnie Gray hasta su fallecimiento en el año 2018 y tiene tres hijas, Lauren, Julie y Shannon.

## Enseñanzas
Los libros de Gray enseñan que los hombres y las mujeres son intrínsecamente diferentes en su psicología, y que la armonía entre los sexos se consigue mediante el reconocimiento y la aceptación de esas diferencias en lugar de tratar de borrarlas. Los críticos le han acusado de ser políticamente incorrecto por no alinearse con el concepto de la igualdad radical y de sobre-simplificación de la psicología humana en estereotipos que no describen adecuadamente las particularidades de muchas personas. Sin embargo, los conceptos de Gray resultan útiles por describir de manera práctica patrones típicos de comportamiento [cita requerida].

## Credenciales
Después de la escuela secundaria asistió a la Universidad de Santo Tomás (a la universidad de artes liberales) y la Universidad de Texas, pero no ha recibido títulos de estas instituciones. Vivió como un monje hindú durante nueve años en Suiza y estudió con el Maharishi Mahesh Yogi. Obtuvo los títulos de BA y Maestro (grado) en "Inteligencia Creativa" de la Universidad Maharishi Europea de la Investigación. En 1997, obtuvo un doctorado en la Columbia Pacific University, institución no acreditada de educación a distancia que se vio obligada a cerrar en 2001, cuando el Departamento de California de Asuntos del Consumidor obtuvo una sentencia judicial que determinó que la escuela "concedía excesivo crédito a muchos estudiantes y no cumple con diversos requisitos para la expedición de doctorado". 

## Libros y otras publicaciones
- Lo que usted siente que puede curar (1984)
- Los hombres son de Marte y las mujeres son de Venus (HarperCollins 1992)
- Hombres, Mujeres y Relaciones (1993)
- Marte y Venus Juntos para Siempre (Emecé Editores 1994) ISBN 950-04-1600-X
- Él y ella. Cómo hacer las paces con el otro sexo. (Grijalbo 1995)
- Marte y Venus en el Dormitorio (HarperCollins 1995)
- Marte y Venus Enamorados (HarperCollins 1996)
- Marte y Venus salen juntos (Grijalbo 1997)
- Marte y Venus partir Más (HarperCollins 1998)
- Los hombres de Marte y las mujeres son de Venus. Libro de los Días (HarperCollins 1998)
- Marte y Venus comienzan de nuevo (1999)
- Consigue lo que quieres, valora lo que tienes (1999)
- Los niños vienen del cielo (1999)
- Milagros prácticos para Marte y Venus (HarperCollins 2000)
- Para entender a la mujer de tu vida. ¿Por qué las mujeres son de Venus? (2000)
- Marte y venus en el trabajo (2001)
- Cómo obtener lo que usted quiere en el trabajo (2002)
- Verdaderamente Marte y Venus (HarperCollins 2003)
- Venus al rojo vivo, Marte bajo cero (2011)
- No hay Venus sin Marte... Ni Marte sin Venus (2013)
- Más allá de Marte y Venus. las relaciones en el complejo mundo actual (2018)